# باران (فیلم ۲۰۰۵)
باران (انگلیسی: Rain) فیلمی بالیوودی در سبک اروتیک-مهیج است که در سال ۲۰۰۵ منتشر شد.